# Будищанський парк
Будищанський парк — парк-пам'ятка садово-паркового мистецтва місцевого значення. Об'єкт розташований на території Звенигородського району Черкаської області, село Будище.
Площа — 22 га, статус отриманий у 1972 році.

## Галерея

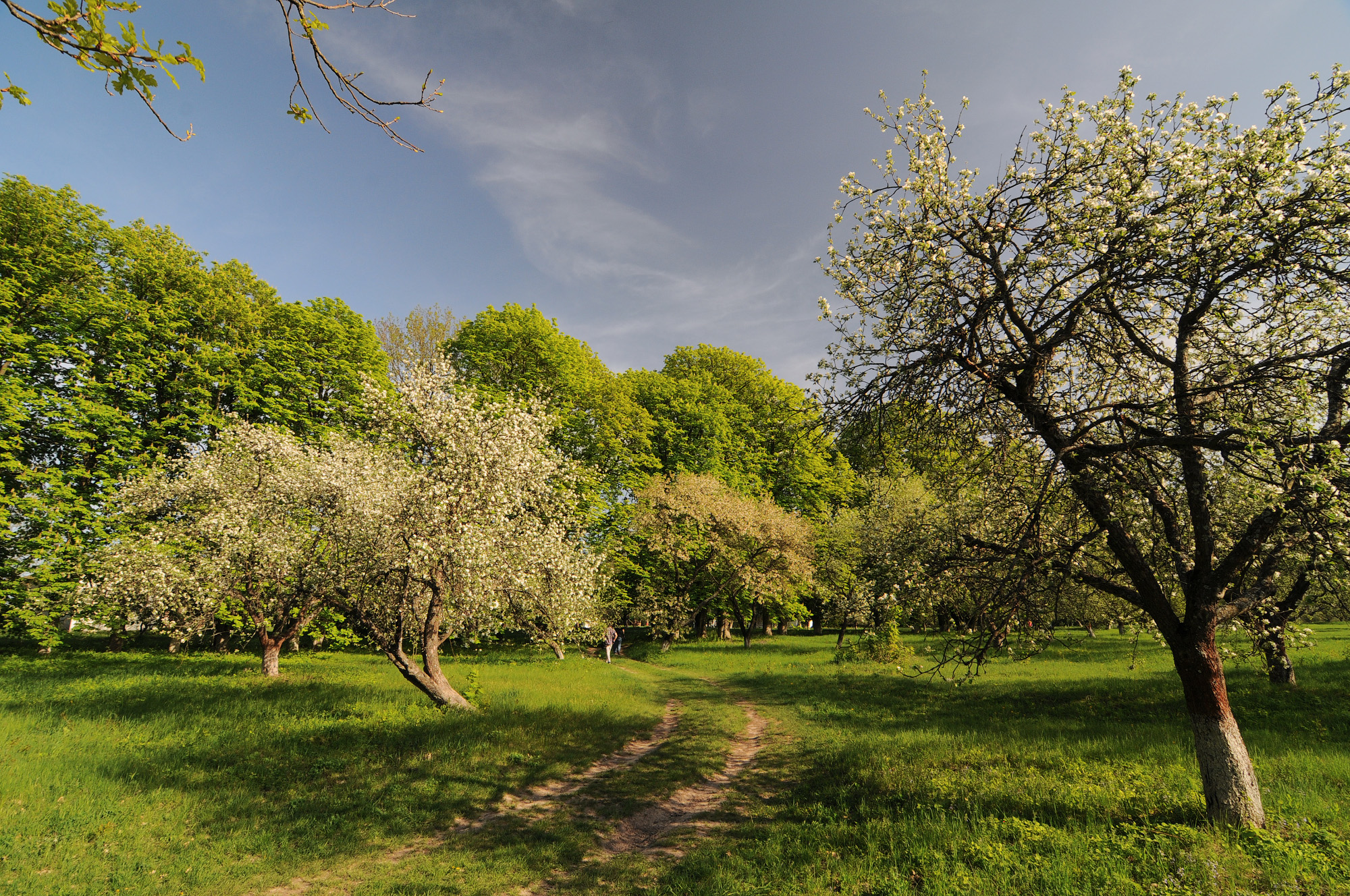
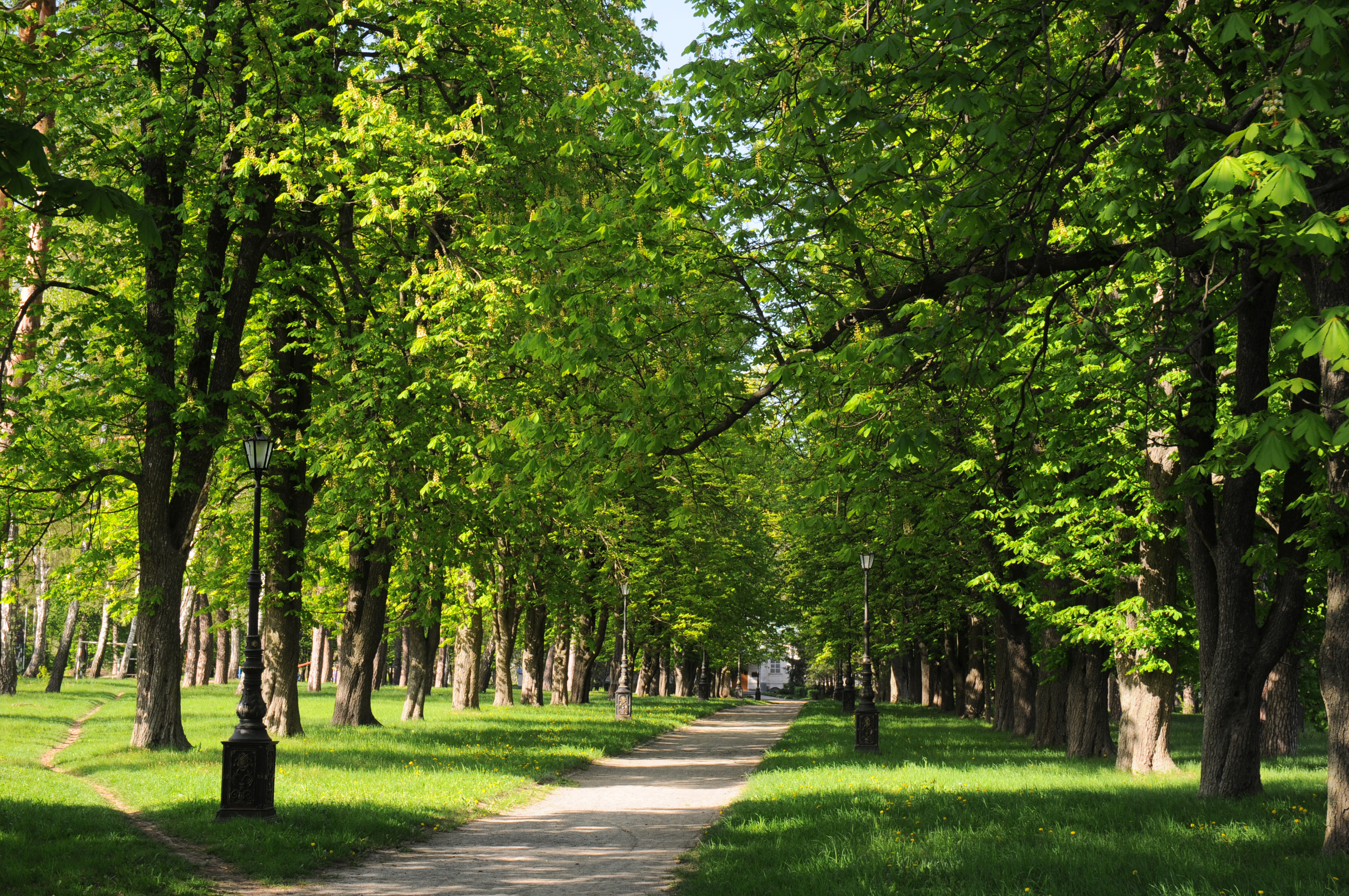
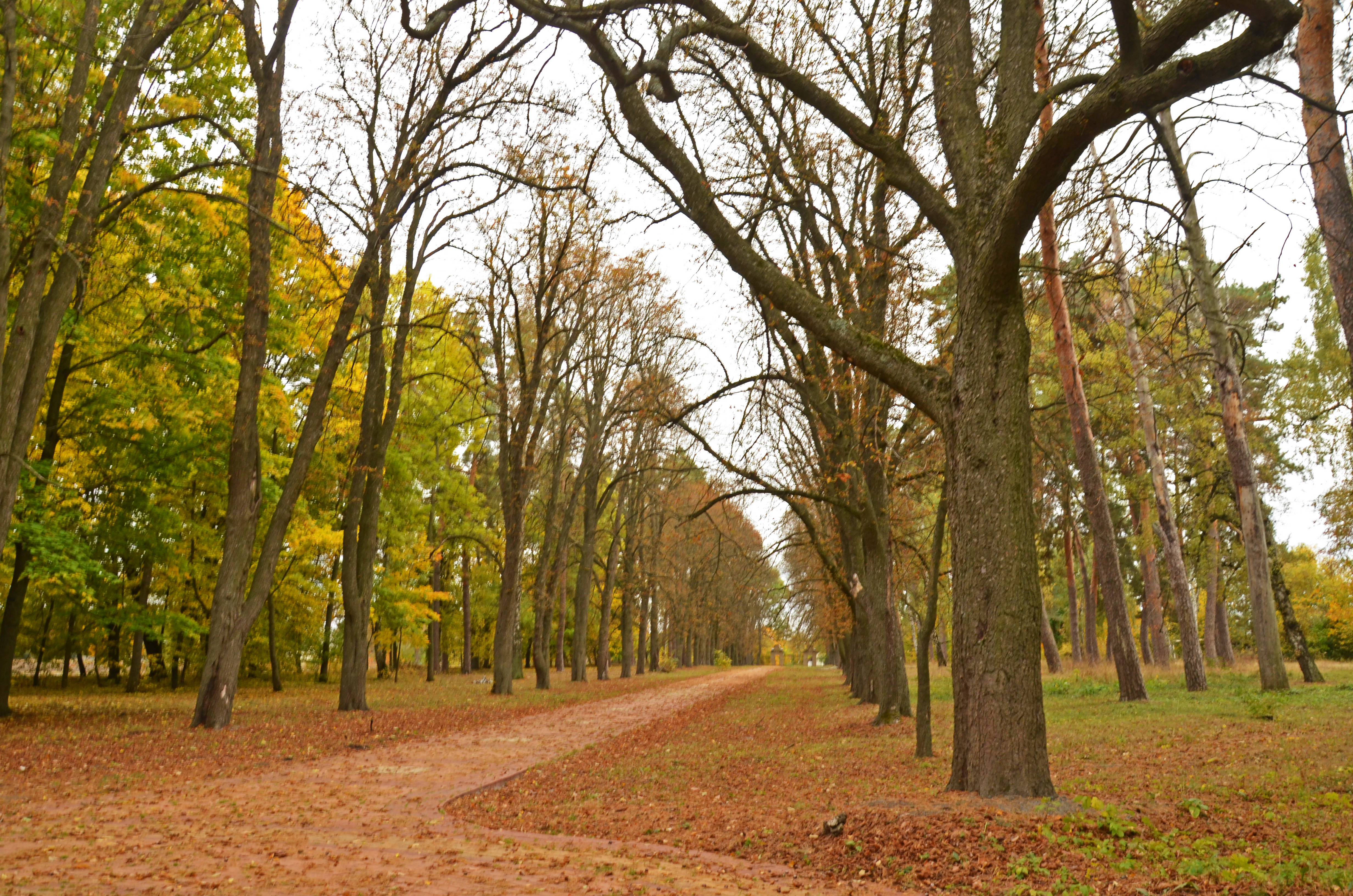